# 全日本大学新人アルティメット選手権大会
全日本大学新人アルティメット選手権大会は、日本フライングディスク協会が主催するアルティメットの大学1,2年生対象の全国大会である。
1991年度から2017年度まで行われていた。

## 大会主旨
フライングディスク競技「アルティメット」において、大学アルティメットチームの次世代を担う選手達が日本全国から一同に集結し、日本一を決定する全国大会である。
2018年度からは全日本U21アルティメット選手権大会として開催されている。

## 過去の戦績
| 回     | 年度   | 会場                       | 優勝                             | スコア | 準優勝                       |
| ------ | ------ | -------------------------- | -------------------------------- | ------ | ---------------------------- |
| 第1回  | 1991年 | 江戸川区ラグビー場         |                                  |        |                              |
| 第2回  | 1992年 | 茨城県高萩大心苑           | 日本体育大学                     |        |                              |
| 第3回  | 1993年 | 栃木県宇都宮市 柳田緑地    | 日本体育大学                     |        |                              |
| 第4回  | 1994年 | 栃木県宇都宮市 柳田緑地    | 近畿大学                         |        |                              |
| 第5回  | 1995年 | 栃木県宇都宮市 柳田緑地    | 成蹊大学                         |        |                              |
| 第6回  | 1996年 | 栃木県宇都宮市 柳田緑地    | 立教大学                         |        |                              |
| 第7回  | 1997年 | 栃木県宇都宮市 柳田緑地    | 同志社大学                       |        |                              |
| 第8回  | 1998年 | 栃木県宇都宮市 柳田緑地    | 成蹊大学                         |        |                              |
| 第9回  | 1999年 | 栃木県宇都宮市 柳田緑地    | 大阪体育大学                     |        |                              |
| 第10回 | 2000年 | 栃木県宇都宮市 柳田緑地    | 大阪体育大学                     |        |                              |
| 第11回 | 2001年 | 静岡県富士市富士川緑地公園 | 中京大学                         |        |                              |
| 第12回 | 2002年 | 静岡県富士市富士川緑地公園 | 日本大学                         |        |                              |
| 第13回 | 2003年 | 静岡県富士市富士川緑地公園 | 大阪体育大学                     |        |                              |
| 第14回 | 2004年 | 静岡県富士市富士川緑地公園 | 大阪体育大学                     |        |                              |
| 第15回 | 2005年 | 静岡県富士市富士川緑地公園 | 慶應義塾大学ハスキーズ           |        |                              |
| 第16回 | 2006年 | 静岡県富士市富士川緑地公園 | びわこ成蹊スポーツ大学レイカーズ |        |                              |
| 第17回 | 2007年 | 静岡県富士市富士川緑地公園 | 中京大学フリッパーズ             |        |                              |
| 第18回 | 2008年 | 静岡県富士市富士川緑地公園 | 大阪体育大学ボーシャーズ         |        |                              |
| 第19回 | 2009年 | 静岡県富士市富士川緑地公園 | 上智大学フリークス               |        |                              |
| 第20回 | 2010年 | 静岡県富士市富士川緑地公園 | 大阪体育大学ボーシャーズ         |        |                              |
| 第21回 | 2011年 | 静岡県富士市富士川緑地公園 | 國學院大学トライアンフ           |        |                              |
| 第22回 | 2012年 | 静岡県富士市富士川緑地公園 | 大阪体育大学ボーシャーズ         | 11-4   | 京都大学ブリーズ             |
| 第23回 | 2013年 | 静岡県富士市富士川緑地公園 | 慶應義塾大学ホワイトホーンズ     | 7-6    | 近畿大学マフィア             |
| 第24回 | 2014年 | 静岡県富士市富士川緑地公園 | 近畿大学マフィア                 | 10-8   | 慶應義塾大学ホワイトホーンズ |
| 第25回 | 2015年 | 静岡県富士市富士川緑地公園 | 中京大学フリッパーズ             | 8-6    | 早稲田大学ソニックス         |
| 第26回 | 2016年 | 静岡県富士市富士川緑地公園 | 慶應義塾大学ホワイトホーンズ     | 6-3    | 大阪体育大学ボーシャーズ     |
| 第27回 | 2017年 | 静岡県富士市富士川緑地公園 | 早稲田大学ソニックス             | 11-8   | 大阪体育大学ボーシャーズ     |

| 回     | 年度   | 会場                       | 優勝                             | スコア | 準優勝                     |
| ------ | ------ | -------------------------- | -------------------------------- | ------ | -------------------------- |
| 第1回  | 1991年 | 江戸川区ラグビー場         |                                  |        |                            |
| 第2回  | 1992年 | 茨城県高萩大心苑           | 日本体育大学                     |        |                            |
| 第3回  | 1993年 | 栃木県宇都宮市 柳田緑地    | 中部大学女子短期大学             |        |                            |
| 第4回  | 1994年 | 栃木県宇都宮市 柳田緑地    | 中部大学女子短期大学             |        |                            |
| 第5回  | 1995年 | 栃木県宇都宮市 柳田緑地    | 日本体育大学                     |        |                            |
| 第6回  | 1996年 | 栃木県宇都宮市 柳田緑地    | 慶應義塾大学                     |        |                            |
| 第7回  | 1997年 | 栃木県宇都宮市 柳田緑地    | 日本体育大学                     |        |                            |
| 第8回  | 1998年 | 栃木県宇都宮市 柳田緑地    | 大阪体育大学                     |        |                            |
| 第9回  | 1999年 | 栃木県宇都宮市 柳田緑地    | 成蹊大学                         |        |                            |
| 第10回 | 2000年 | 栃木県宇都宮市 柳田緑地    | 大阪体育大学                     |        |                            |
| 第11回 | 2001年 | 静岡県富士市富士川緑地公園 | 中京大学                         |        |                            |
| 第12回 | 2002年 | 静岡県富士市富士川緑地公園 | 中京大学                         |        |                            |
| 第13回 | 2003年 | 静岡県富士市富士川緑地公園 | 中京大学                         |        |                            |
| 第14回 | 2004年 | 静岡県富士市富士川緑地公園 | 大阪体育大学                     |        |                            |
| 第15回 | 2005年 | 静岡県富士市富士川緑地公園 | 大阪体育大学ボーシャーズ         |        |                            |
| 第16回 | 2006年 | 静岡県富士市富士川緑地公園 | 大阪体育大学ボーシャーズ         |        |                            |
| 第17回 | 2007年 | 静岡県富士市富士川緑地公園 | びわこ成蹊スポーツ大学レイカーズ |        |                            |
| 第18回 | 2008年 | 静岡県富士市富士川緑地公園 | 大阪体育大学ボーシャーズ         |        |                            |
| 第19回 | 2009年 | 静岡県富士市富士川緑地公園 | 中京大学ノーティーキッズ         |        |                            |
| 第20回 | 2010年 | 静岡県富士市富士川緑地公園 | 大阪体育大学ボーシャーズ         |        |                            |
| 第21回 | 2011年 | 静岡県富士市富士川緑地公園 | 大阪体育大学ボーシャーズ         |        |                            |
| 第22回 | 2012年 | 静岡県富士市富士川緑地公園 | 早稲田大学ソニックス             | 10-4   | 同志社大学マジック         |
| 第23回 | 2013年 | 静岡県富士市富士川緑地公園 | 中京大学ノーティーキッズ         | 10-4   | 日本体育大学バーバリアンズ |
| 第24回 | 2014年 | 静岡県富士市富士川緑地公園 | 大阪体育大学ボーシャーズ         | 10-5   | 日本体育大学バーバリアンズ |
| 第25回 | 2015年 | 静岡県富士市富士川緑地公園 | 早稲田大学ソニックス             | 8-2    | 大阪体育大学ボーシャーズ   |
| 第26回 | 2016年 | 静岡県富士市富士川緑地公園 | 法政大学アサマックス             | 9-3    | 同志社大学マジック         |
| 第27回 | 2017年 | 静岡県富士市富士川緑地公園 | 静岡大学グランツ                 | 8-3    | 首都大学東京バタフライ     |